# Antoine de Margerie
 (novembre 2020).
Si vous disposez d'ouvrages ou d'articles de référence ou si vous connaissez des sites web de qualité traitant du thème abordé ici, merci de compléter l'article en donnant les références utiles à sa vérifiabilité et en les liant à la section « Notes et références ».
Antoine Jacquin de Margerie, dit Antoine de Margerie, né le 17 novembre 1941 à Vichy (Allier) et mort le 9 février 2005 à Paris, est un peintre français.

## Biographie
Après son enfance passée à Paris, puis en Auvergne, pendant la guerre, Antoine de Margerie, vit d'abord avec ses parents dans les divers postes diplomatiques occupés par son père, Christian Jacquin de Margerie, à Madrid, Washington, Rome puis Berlin.
À partir de 1953, il fait ses études secondaires au lycée Saint-Louis-de-Gonzague jusqu'au baccalauréat ès-lettres qu'il obtient en 1959. L'art fait partie de son environnement : un de ses oncles, Paul de Laboulaye (1902-1961), est peintre et joue un rôle de soutien très important dans l'adolescence de son neveu. Bonnard est un des artistes dont les toiles sont accrochées aux murs des appartements familiaux.
Dans sa logique personnelle qui est celle de l'art, mais pas celle de ses parents, inquiets de ce choix hors pistes, il tente de les rassurer en s'inscrivant en lettres et en suivant les cours de l'École du Louvre et de l'Institut d'art et d'archéologie de la Sorbonne. À partir de 1964 il se consacre entièrement à la peinture.
Entré en 1972 au comité du Salon des réalités nouvelles, il en est à partir du début des années 1990 le trésorier. Déclinant l'offre qui lui avait été faite de succéder à Jacques Busse à la présidence du salon, il en demeurera le trésorier.
Le travail d'Antoine de Margerie a été montré dans près de vingt-cinq expositions personnelles : dans de multiples expositions ou salons comme la Biennale de Venise, le Salon des réalités nouvelles, Grands et jeunes d'aujourd'hui, le Salon de mai, le Salon Comparaisons, et plus de cent expositions de groupe dans des galeries, comme l'exposition du groupe d'« art concret-art construit » ou « Repères ». Ses œuvres sont présentes dans plusieurs collections privées et publiques en France et à l'étranger.

### Vie privée
Marié en 1964 avec Anne Guillet, rencontrée à l'École du Louvre, il aura deux filles, Constance et Isabelle, vivra et travaillera à Paris jusqu'en 1991, année où il achète une maison à Sanilhac dans le Gard. Il y passera désormais la moitié de son temps.

## Abstraction géométrique
Antoine de Margerie commence à peindre très jeune. À 12 ans, il manie déjà les pinceaux avec habileté. Sa première période est figurative. Bientôt suivent des tableaux très stylisés – paysages, scènes intimes – aux contours délicatement tracés et nets, aux couleurs vives et chatoyantes. Une vraie liberté conquiert ensuite sa palette et ses formes qui s'égayent dans une sorte d'exubérance joyeuse. À la trentaine, Antoine de Margerie se tourne vers l'abstraction. La géométrie inspirée (celle qui a habité Mondrian ou Malevitch) prend le pas sur le lyrisme juvénile. La construction, l'agencement des éléments du tableau d'où la courbe s'absente peu à peu, sont désormais les maîtres-mots de l'artiste. Sa peinture est tenue et conceptuelle. Les élans y sont maîtrisés voire interdits, mais derrière cette « rigueur obstinée » se laisse percevoir une irrésistible puissance intérieure.

Antoine de Margerie écrit à propos de son art : 

« Pastels, aquarelles, peintures ou gravures, le propos est le même : des formes construites, une gamme simple et pas plus d'une gamme par toile! Comme beaucoup j'ai commencé par être figuratif, mais dans les paysages c'étaient les bordures des champs et l'horizon qui m'attiraient ; dans les natures mortes, la table plutôt que ce qu'il y a dessus et dans les intérieurs, les portes, les murs et les placards : c'est sans doute comme ça que j'ai glissé vers l'abstraction. Après, une recherche pousse l'autre. »

## Réception critique
Dans Mon œil sur l'art, Jacques Bouzerand écrit : 

« Dans cette peinture l'esprit domine la matière. Le cerveau maîtrise les élans du corps et du cœur. La réflexion et l'analyse de l'espace précédent le geste du pinceau qui se fait discret, parce qu'il n'est que l'outil au service du peint. Dans “le combat de la ligne et de la couleur” que théorisait Yves Klein, Margerie n'a pas opté pour la couleur seule, il a accepté aussi la règle de la ligne. Ce constructeur en a joué pour déterminer les à plats qui composent le tableau. Les plans ainsi constitués, se marient calmement, se superposent plutôt qu'ils ne s'imbriquent, chacun demeurant maître de son destin. »

Pour Anne Tronche, biographe d'Antoine de Margerie, 

« Tout semble vouloir produire un rythme lent mais souple, comme si le traitement du tableau au travers de cette abstraction introduisait le sentiment d’avoir à faire à un organisme vivant, doté de lois propres. L’artiste imagine des camaïeux subtils, ou bien casse une orientation monochrome par une couleur qui semble soudain brutaliser un équilibre. »

Guy Lanoë, président du Salon des réalités nouvelles de 1995 à 2004, écrit :

« Peintre et graveur, Margerie part d'une géométrie dans l'espace faite de longues lignes droites ou courbes délimitant des plans arides où les gris et les noirs dominent, des zones où règne le silence, où l'émotion est apparemment absente; c'est le fruit d'un effort de dépouillement sans cesse repris, d'une interrogation anxieuse inlassablement renouvelée. Mais la rigueur et la précision ne débouchent jamais sur ces ordonnances trop parfaites qui figent le discours; au milieu des tons assourdis qui portent cette géométrie se glissent des bleus, des roses, des oranges qui annoncent l'épanouissement de la couleur. »

Jacques Tournier écrit : 

« Je découvre une œuvre consciente, volontaire, qui se poursuit sans faiblir jusqu’aux dernières toiles lumineuses - et ce qui me frappe, si je feuillette rapidement le livre, c’est la ligne de couleur qui se dessine (tout à fait frappante dans les dernières pages) - qui s’ouvre sur une lumière où le rouge domine, s’assombrit très lentement jusqu’aux toiles volontairement noires et reprend peu à peu de la luminosité jusqu’aux teintes secrètes, transparentes, presque blanches dans leur éclat éblouissant. »

## Expositions personnelles
- 1964 : galerie du Quai aux fleurs, Paris
- 1966 : galerie Werther Merenciano, Marseille
- 1967 : galerie Zunini, Paris
- 1969 : musée de Nantes
- 1969 : galerie Les Halles, Paris
- 1969 : galerie Zunini, Paris
- 1971 : galerie Le Soleil dans la tête, Paris — Hommage à Delacroix
- 1972 : maison Descartes, Amsterdam
- 1972 : galerie E. et B. Lugat, Amiens
- 1973 : château de Blois
- 1973 : galerie JG Jozon, Paris
- 1977 : galerie Christiane Colin, Paris
- 1982 : association Repères, Paris
- 1983 : la Marge, Ajaccio
- 1984 : galerie Malaval, Lyon
- 1987 : galerie Olivier Nouvellet, Paris
- 1992 : galerie La Hune-Brenner, Paris
- 2000 : Ateliers portes ouvertes, Paris
- 2004 : Médiathèque, Uzès
- 2009 : hommage posthume, Médiathèque, Uzès
- 2010 : galerie Gimpel et Müller[4], Paris
- 2010 : galerie Olivier Nouvellet, Paris
- 2013 : « Années de Lumière », galerie Gimpel et Müller, Paris
- 2015 : « Les horizons sensibles », musée Estrine, Saint-Rémy-de-Provence

## Collections publiques
- Fonds d'art Contemporain - Paris collections
- Musée national d'art moderne
- Musée d'art moderne de la ville de Paris
- Bibliothèque nationale de France, cabinet des estampes
- Musée de l'hôtel Sandelin, Saint-Omer
- Musée Estrine, Saint Rémy de Provence
- Musée du Touquet-Paris-Plage
- Maisons de la culture : Le Havre, Grenoble, Dunkerque…
- Satoru Sato Art Museum, Tomé, Japon